# Aeroportul La Chorrera
Aeroportul La Chorrera (IATA: LCR, ICAO: SKHZ) este un aeroport din La Chorrera⁠(d), Departamentul Amazonas, Columbia ce deservește zona La Chorrera⁠(d). Aeroportul a fost tranzitat în 2019 de 1.647 de pasageri. A fost numit după zona deservită.
Situat la o altitudine de 211 m, aeroportul dispune de o singură pistă. Este operat de Aeronaútica Civil de Colombia⁠(d).